# Velothon Stockholm
Le Velothon Stockholm est une course cycliste se déroulant sur un tracé autour de la ville de Stockholm, en Suède. Créée en 2015, elle fait partie de l'UCI Europe Tour en catégorie 1.2.
Depuis 2016, il y a également une épreuve féminine.

## Palmarès
| Année | Vainqueur  | Deuxième         | Troisième         |
| ----- | ---------- | ---------------- | ----------------- |
| 2015  | Marko Kump | Daniel Hoelgaard | Grzegorz Stepniak |
| 2016  | Annulée    | Annulée          | Annulée           |